# Ermeneutica

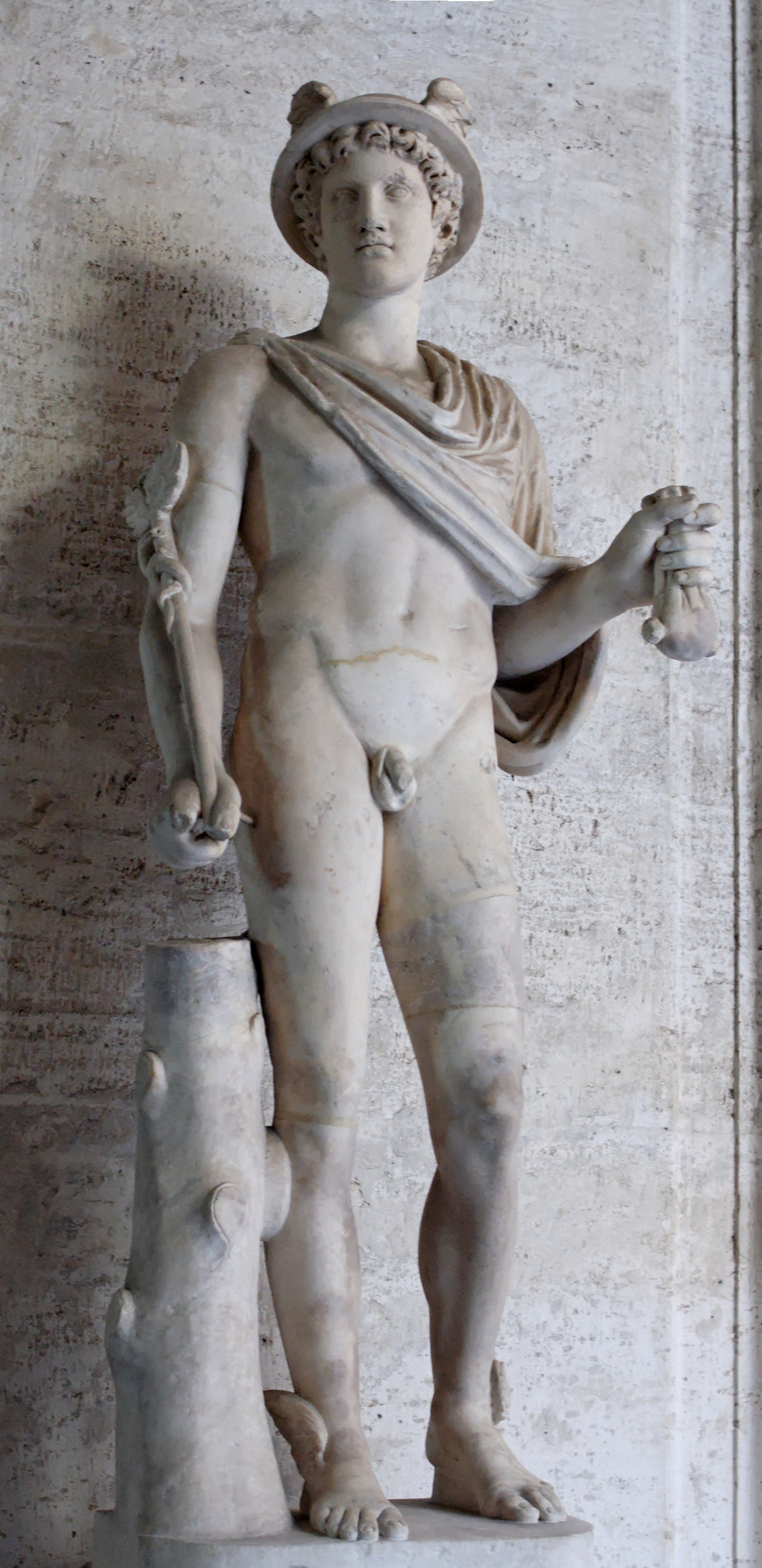
Statua di Hermes, messaggero e interprete della volontà degli dei che avrebbe dato origine al termine "ermeneutica".

L'ermeneutica è, in filosofia e filologia, la metodologia dell'interpretazione dei testi scritti.

## Etimologia
Il termine ermeneutica deriva dal greco antico ἑρμηνευτική (τέχνη)?, hermēneutikḗ (téknē), "arte dell'interpretazione", nonché della traduzione, del chiarimento e della spiegazione.
L'etimo esatto di ἑρμηνεύς (ermēneús, "traduttore", da cui ἑρμηνευτική τέχνη) è sconosciuta; secondo Robert Beekes si tratta di un'espressione tecnica senza un'etimologia precisa, probabilmente un termine anatolico, quindi pre-greco.
Secondo il più importante dei filosofi "ermeneutici" contemporanei, Martin Heidegger, per un'ignota comunanza di radice, "Questo [termine]... si può connettere al dio Ermes in un gioco del pensiero che è più vincolante del rigore della scienza. Ermes è il messaggero degli dei", che fa da tramite tra questi e gli uomini rendendo loro chiaro il pensiero divino. Viene attribuita a Hermes anche la scoperta del linguaggio e della scrittura cosicché gli uomini possano tradurre in finito ciò che vi è d'infinito nei loro pensieri.
Per i Romani l'ermeneia è una elocutio: «espressione di pensiero», non "comprensione" ma la facoltà di "far comprendere", cioè tradurre il discorso di un altro, interpretarlo. In questo senso l'ermeneutica non è diversa dall'antica "esegesi" (in greco antico: ἐξήγησις?, exḗgēsis [ekˈsɛːɡɛːsis]) l'arte di interpretare i responsi degli dei.

## Ermeneutica, esegesi, semiologia, semantica
Il termine ermeneutica in passato è stato considerato sinonimo di esegesi; oggi si ritiene che, mentre quest'ultima ricerca la spiegazione di ciò che l'autore voleva dire ai suoi contemporanei, l'ermeneutica voglia capire il significato che quello stesso testo ha per i lettori che fanno parte di un contesto storico diverso da quello dell'autore. L'ermeneutica non si propone genericamente di risalire a un significato partendo da un segno, come fa quella disciplina interpretativa che è la semiologia, che a sua volta è in stretta corrispondenza con la semantica, ma svolge un compito più specifico analizzando testi letterari, giuridici, storici e simili per capirne il senso più profondo.
In seguito il termine ermeneutica assume un respiro più ampio, tendente a dare un significato a tutto ciò che è di difficile comprensione. In questo senso può essere vista come la teoria generale delle regole interpretative. Attualmente si parla anche di ermeneutica biblica, che presenta una forte affinità con l'esegesi biblica, intesa come tecnica per la corretta interpretazione dei testi sacri, di ermeneutica giuridica e di ermeneutica artistica, che sono rispettivamente la metodologia dell'interpretazione delle norme giuridiche e delle opere d'arte.
L'ermeneutica, che è stata considerata in passato come una tecnica ausiliaria nei confronti della teologia, della filologia, della giurisprudenza, prima nell'illuminismo con Johann Martin Chladenius e definitivamente nell'età romantica con Friedrich Schleiermacher, comincia a cambiare fisionomia per assumere il ruolo di comprendere, oltre il testo analizzato, la mentalità dell'autore.
Quindi il compito dell'ermeneuta non si esaurisce nella lettura o nella statuizione del metodo interpretativo: il dialogo con le religioni (Hans-Georg Gadamer) e con il pensiero politico (Jürgen Habermas) si declinano tuttora secondo quello che viene chiamato circolo ermeneutico. L'ermeneutica, in particolare la semantica, ha influenzato anche alcuni studiosi di intelligenza artificiale che hanno trovato inadeguato l'approccio cognitivista o quello dell'elaborazione delle informazioni per capire il pensiero umano.

## Analisi storica

### L'antica Grecia: Platone e Aristotele

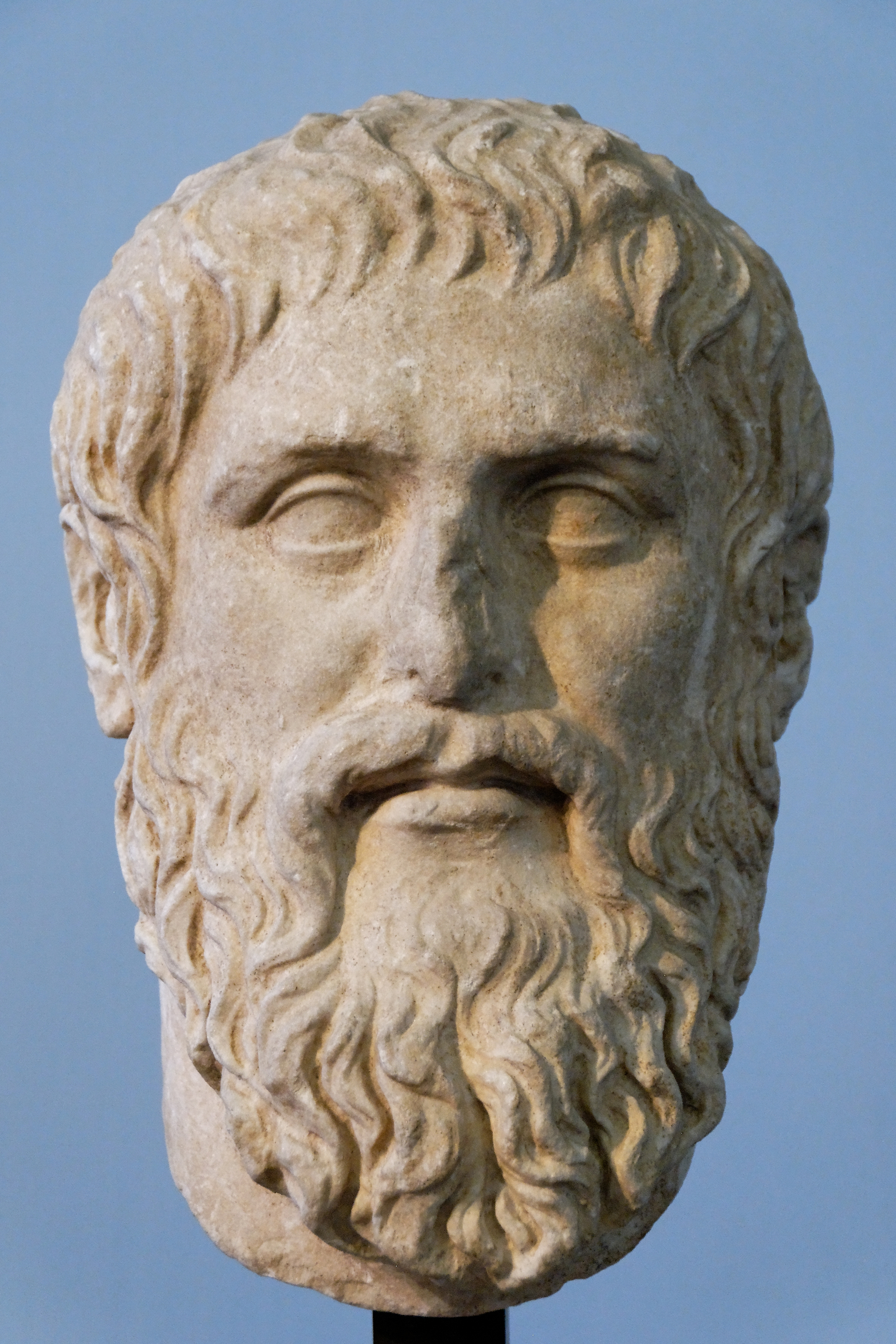
Platone

Per Platone l'ermeneutica, che egli associa alle caratteristiche del dio Hermes, portatore di messaggi nascosti e spesso ingannevoli, assume una coloritura negativa nel senso che viene collegata alla poesia e alla divinazione. In genere poi Platone condanna le parole che possono rivelare la verità, ma anche nasconderla distorcendo la realtà: l'ermeneutica allora non appartiene alla filosofia, perché essa conosce le parole, ma non può sapere se corrispondano alla realtà.

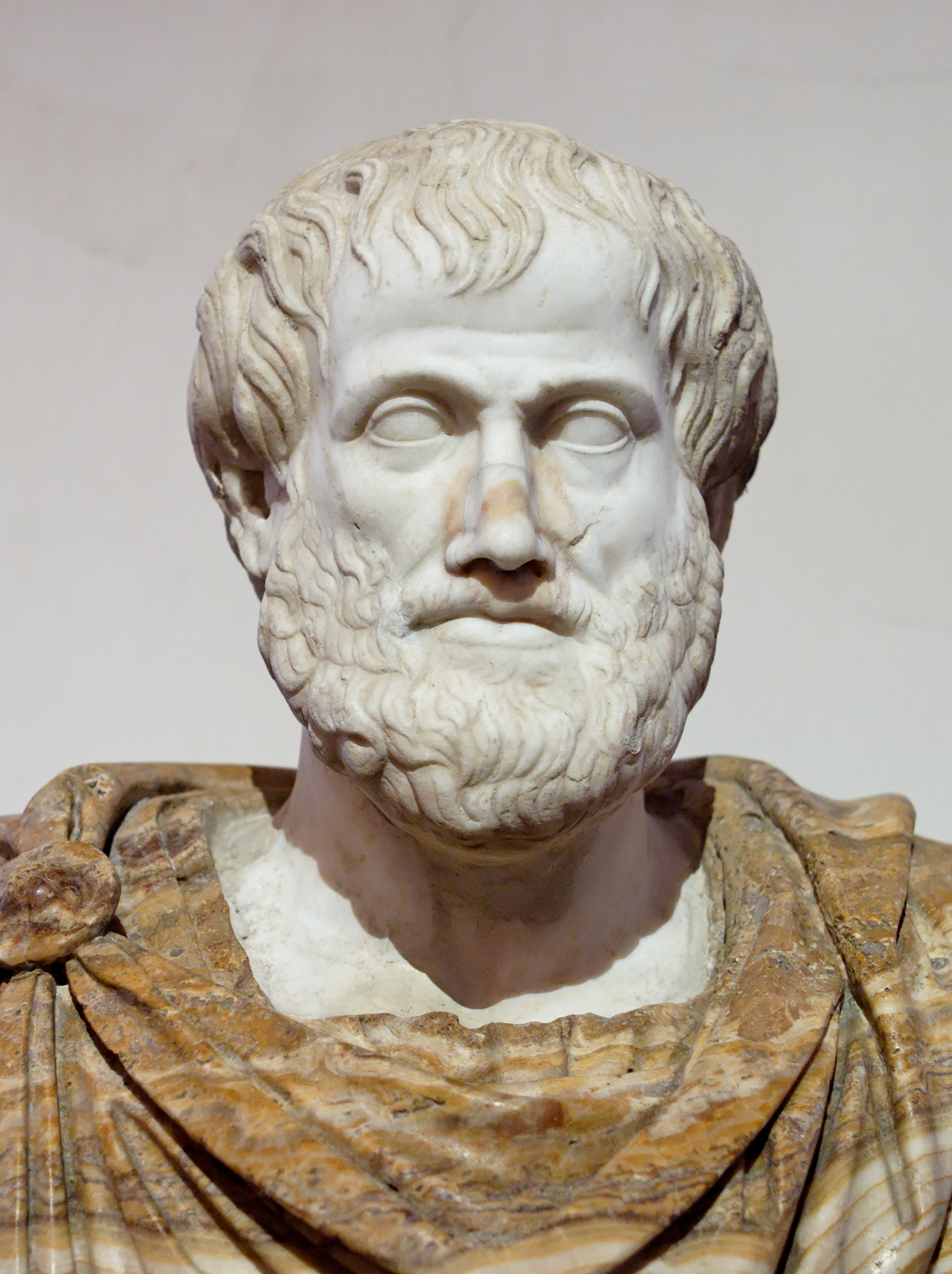
Aristotele

In Aristotele l'ermeneutica riguarda soprattutto l'espressione linguistica tale che organizzata logicamente dia sicurezza sulla interpretazione della realtà espressa nelle parole. Aristotele è considerato il padre dell'ermeneutica in quanto fu l'autore del Peri Hermeneias, il "primo studio sistematico dei significati dei termini e delle proposizioni".

### Età ellenistica
Nell'età ellenistica, quando ormai la lingua greca era mutata da quella usata nei testi omerici, si cercò di riprendere le passate tradizioni culturali interpretando filologicamente i poemi omerici, servendosi cioè di un metodo storico-grammaticale che permettesse di evidenziare le parti autentiche da quelle fittiziamente sovrapposte, ricostruendo l'interezza strutturale dei testi e il linguaggio originale.
La scuola dei filologi di Pergamo invece adotterà il metodo allegorico, già proprio della sofistica e dello stoicismo, adattando alla mentalità del presente la cultura espressa nei testi antichi scoprendone il significato allegorico per cui, ad esempio, gli dèi o gli eroi omerici sono la personificazione di fenomeni naturali o di concetti astratti.
Il cristianesimo antico, essendo in origine una setta messianica interna al giudaismo ellenistico, impone sin dall'inizio una lettura ermeneutica dei testi sacri, così come altre sette giudaiche dell'epoca che l'avevano preceduto, quali l'essenismo e il fariseismo, e che ritenevano prioritaria la tradizione scritturale del popolo d'Israele rispetto al culto sacerdotale del Tempio di Gerusalemme. Il filosofo e storico ebreo Filone di Alessandria (I secolo d.C.) ad esempio ritiene che nella Bibbia ebraica vi sia la compresenza di una duplice interpretazione: la prima è quella letterale e ingenua che vale per tutti; la seconda, quella allegorica, è riservata a coloro che vogliano cogliere l'essenza spirituale e morale del testo sacro oltre il velo della parola.
In quest'ambito Origene (II-III sec. d.C.) sostiene che ad una duplice lettura della Bibbia ne debba essere aggiunta una terza, per cui oltre a quella "materiale" o "letterale" e a quella "psichica", per chi è in grado di identificare gli aspetti metafisici della parola, vi debba essere quella "spirituale", riservata a chi ha raggiunto la maturità della propria fede.
Gli ermeneuti di Antiochia del IV secolo cercano infine di rivalutare la dimensione storica dei testi biblici, pur non rinunciando del tutto all'interpretazione allegorica e a quella linguistico-grammaticale.

### Età medioevale: Agostino d'Ippona

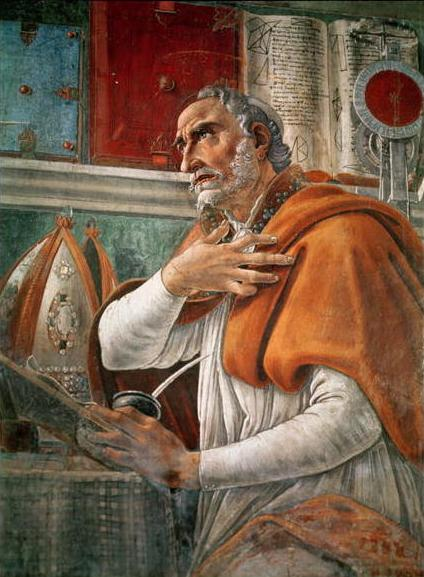
Agostino d'Ippona di Botticelli (verso 1480)

Per Agostino d'Ippona (354–430), che con il suo De doctrina christiana, secondo Martin Heidegger, rappresenta il primo notevole ermeneuta cristiano le stesse radici del cristianesimo si fondano sul suo aspetto di comunicazione rappresentato dal Logos, dalla parola che si fa concreta come "verbo esteriore" e che Agostino interpreta come l'incarnazione del Figlio di Dio che può essere spiritualmente compresa come "verbo interiore" solo se ci si accosta al testo sacro con la stessa fede con cui si crede nell'incarnazione. Senza fede, speranza e carità l'esegeta non può dare quell'interpretazione che è corretta se mira ad aumentare l'amore di Dio.
Nella Scolastica si confermano le impostazioni ermeneutiche della precedente patristica per cui coesistono un metodo letterale-storico con uno spirituale-mistico che a sua volta si divide in analogico, morale, anagogico:
Bisogna quindi essere credenti per comprendere la Scrittura, la cui vera interpretazione sarà sempre collegata al magistero e alla tradizione della Chiesa per evitare fraintendimenti dovuti a ignoranza teologica.

### Rinascimento

#### Mattia Flacio Illirico
Con la Riforma luterana i due pilastri dell'ermeneutica cattolica, la Scrittura e la tradizione, vengono messi in discussione: per arrivare alla vera interpretazione dei testi sacri basta la sola scriptura, che garantisce l'intelligibilità della Parola senza nessun intervento esterno della tradizione esegetica della Chiesa. L'individuo, con la sua sola intelligenza, è in grado di cogliere il senso del testo sacro che è stato scritto in caratteri perfettamente terreni proprio per essere compreso. 

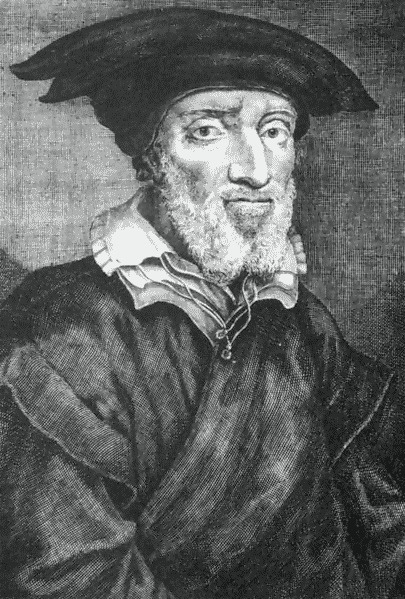
Mattia Flacio Illirico

Così il teologo protestante Mattia Flacio Illirico (1520 - 1575) può sostenere, nell'opera Clavis Scripturae Sacrae (La chiave della Sacra Scrittura) o Clavis aurea del 1567, che la Scrittura contiene un carattere di intuitiva conoscenza nel testo che può essere approfondita con un'accurata analisi testuale. Premesso che la Scrittura è la sorgente pura del cristianesimo, le condizioni per affrontare questa difficile lettura sono: un sostegno della grazia di Dio, qualche conoscenza della dottrina, la disponibilità alla preghiera e alla meditazione, la volontà di leggere la Scrittura in modo continuato e avere a disposizione un'accurata traduzione del testo. È lo Spirito Santo che permette al credente d'interpretare la Scrittura e di percepire il vero volto di Gesù Cristo. Sarebbe il Libro stesso a rendersi intelligibile al lettore che vuole conoscere Gesù attraverso la Bibbia.
Il senso letterale dev'essere privilegiato là dove non è il testo stesso a usare figure del discorso o generi letterari diversi..
Il circolo ermeneutico permette secondo Flacio una prima immediata e complessiva comprensione del testo sacro dovuta alla fede stessa dell'interprete che, solo successivamente e tenendo sempre presente sullo sfondo la visione fideistica, potrà rivolgersi alla ricerca della conferma della giusta esegesi attraverso le analisi delle singoli parti del testo. In conclusione, poiché Dio ha dato agli uomini per la loro salvezza la Sacra Scrittura, questa è del tutto autosufficiente per la sua comprensione.
Per Roberto Bellarmino (1542–1621) è erroneo credere all'auto-intelligibilità della Scrittura; occorre invece il sostegno della tradizione della Chiesa, ed è qui che vale il circolo ermeneutico: la Scrittura ha bisogno di essere interpretata dalla Tradizione, la quale a sua volta si basa sulla Scrittura, che proprio attraverso la Tradizione si amplia e si sviluppa.

### Il Seicento: Baruch Spinoza

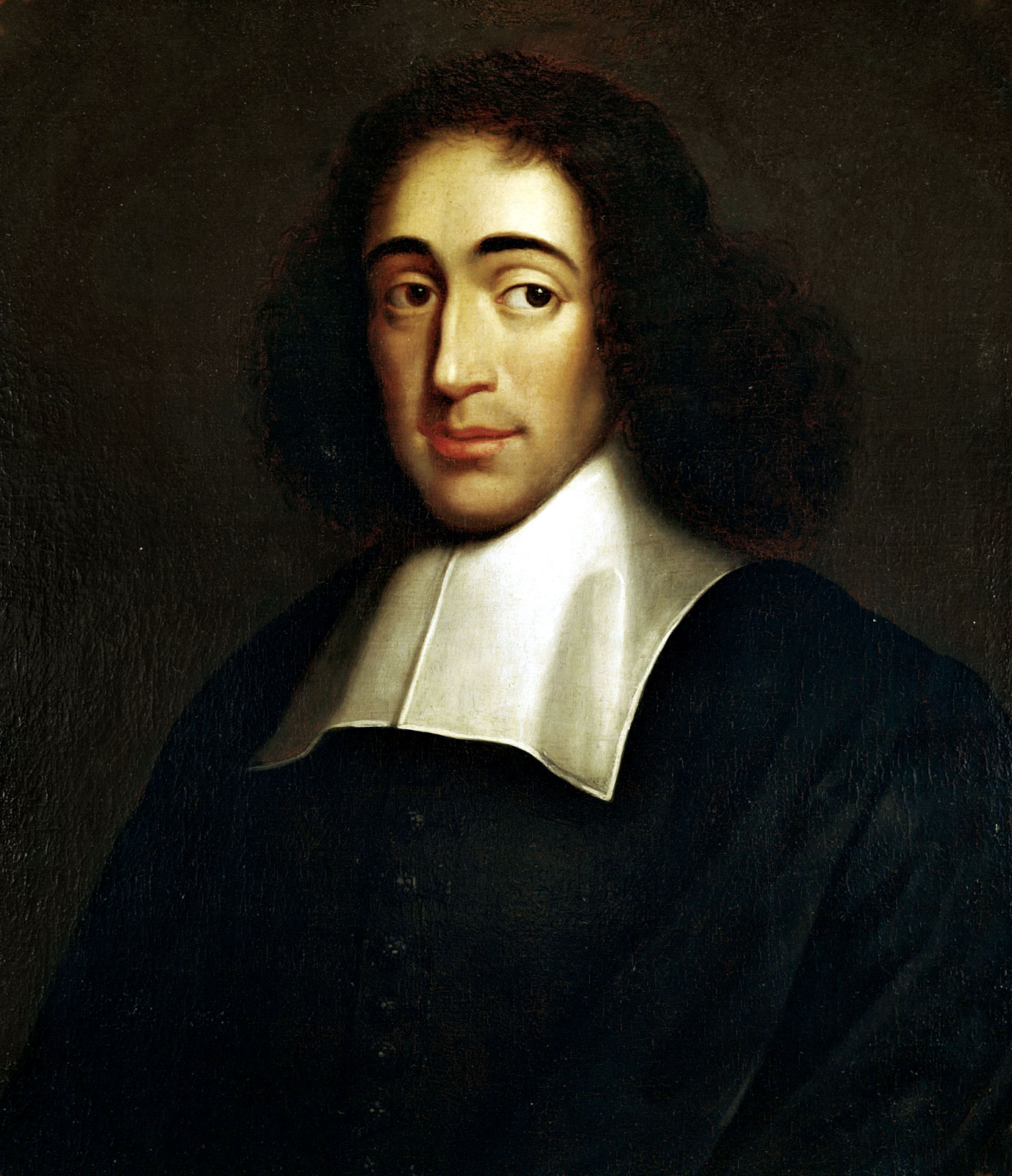
Baruch Spinoza

Nel 1670 Baruch Spinoza aveva pubblicato, anonimo, il Trattato teologico-politico, opera che suscitò un clamore e uno sdegno generali, in quanto presentava un'accurata analisi dell'Antico Testamento, e in special modo del Pentateuco, tendente a negare l'origine divina del libro.
Né la fede né la tradizione, sostiene Spinoza, possono condurci alla corretta esegesi della Scrittura:
Considerando dunque che il lume naturale [la ragione] è tenuto in dispregio e, anzi, da molti persino condannato come fonte di empietà, che le suggestioni umane son travisate come insegnamenti divini e che la credulità è presa per fede, che nella Chiesa e nello Stato si sollevano con appassionata animosità le controversie dei filosofi; accorgendomi che questo costume genera ferocissime ostilità e dissidi, dai quali facilmente gli uomini sono portati alla sedizione, nonché molti altri mali che qui sarebbe troppo lungo enumerare, ho fermamente deciso di sottoporre la Scrittura ad un nuovo libero e spassionato esame e di non fare nessuna affermazione e di non accettare come suo insegnamento nulla di cui non potessi avere dal testo una prova più che evidente.»
Il metodo per interpretare la Bibbia non è diverso da quello usato «per interpretare la natura, ma che [...] in tutto con questo conviene» di modo che «la conoscenza dei racconti e delle rivelazioni [...] deve procedere dalla Scrittura stessa, allo stesso modo che deve procedere dalla natura la scienza della natura».
Ci si varrà quindi del circolo ermeneutico:
Similmente, nella storia della Scrittura, bisogna prima di tutto ricercare ciò che vi è in essa di universale [...].
Una volta ben conosciuta la dottrina generale della Scrittura, è d'uopo venire ad altre questioni che hanno minori caratteri d'universalità, e che hanno attinenza alla pratica della vita, derivando dalla dottrina universale come i ruscelli dalla loro fonte.»
La Scrittura viene quindi trattata come un prodotto storico - un insieme di testi redatti da uomini diversi in diverse epoche storiche - e non come il mezzo privilegiato della rivelazione di Dio all'uomo. Le profezie narrate nel testo sacro vengono spiegate ricorrendo alla facoltà della "immaginazione" di coloro che le hanno pronunciate, mentre gli eventi miracolosi, privati di qualsiasi consistenza reale, vengono definiti come accadimenti che gli uomini non riescono a spiegarsi e che per questo, per l'ignoranza delle cause che li hanno prodotti, essi finiscono per attribuire ad un intervento soprannaturale.
Il senso della Scrittura va quindi ricercato nel suo valore di insegnamento morale e l'esegesi e la fede in ciò che dice la Scrittura sono due aspetti indipendenti che non devono tra loro mescolarsi.

### L'Illuminismo

#### Johann Martin Chladenius

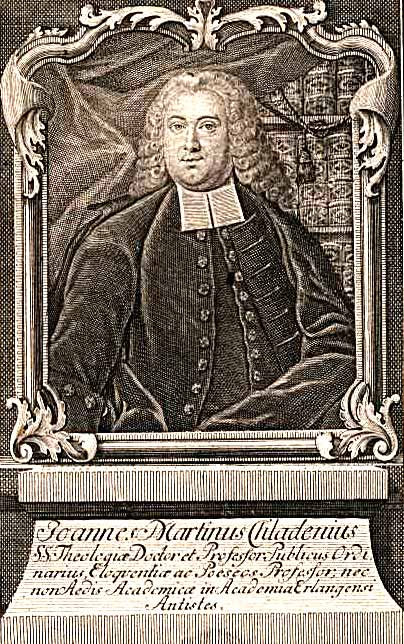
Johann Martin Chladenius

L'ermeneutica illuministica si nutre delle riflessioni del teologo tedesco Johann Martin Chladenius (1710-1759), considerato il fondatore di una nuova ermeneutica, che nella sua opera Einleitung zur richtigen Auslegung vernünftiger Reden und Schriften (Guida alla retta interpretazione di scritti e discorsi ragionevoli) egli definisce come hermeneutica profana, diretta ai "libri storici".
La prima novità apportata da Chladenius nell'ermeneutica è che, come ha insegnato la monadologia di Leibniz, in chi interpreta i testi occorre tener conto della sua particolare visione del mondo:
e in chi compone quei testi analizzare psicologicamente le motivazioni che hanno determinato gli autori a comporli. Vi è quindi il particolare punto di vista del lettore, che può differire da quello dell'autore, ma esiste anche una ragione universale che accomuna chi interpreta e l'autore del testo interpretato.

#### Georg Friedrich Meier

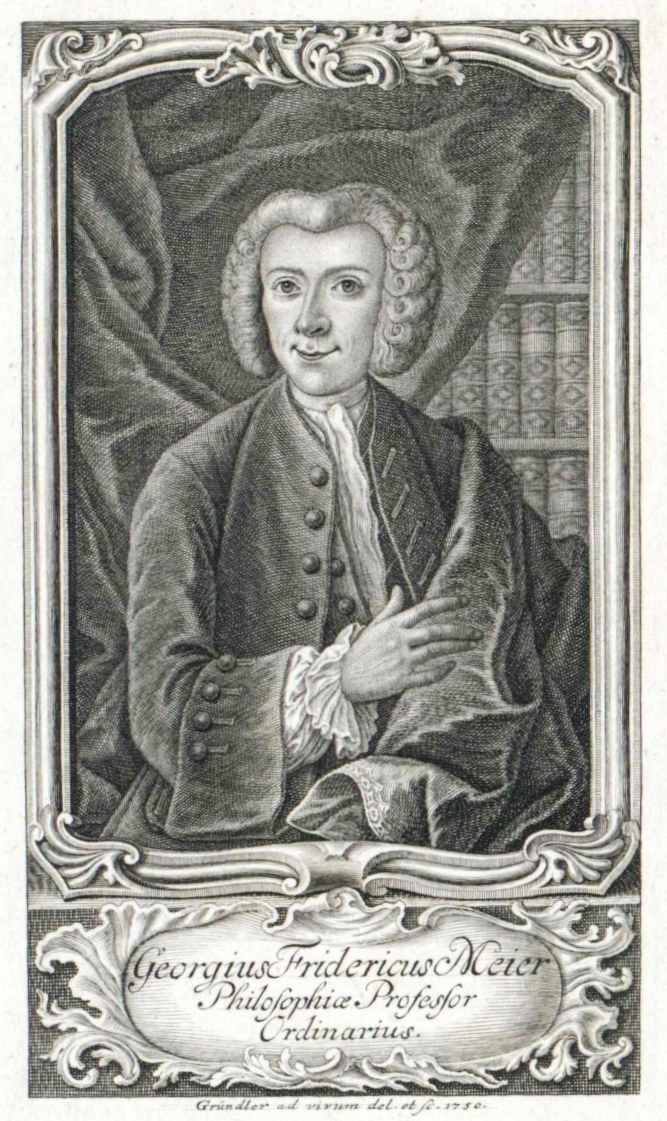
Georg Friedrich Meier

Georg Friedrich Meier (1718-1777), a differenza della tradizione precedente, che riservava l'ermeneutica a un'analisi su i testi scritti, si riferisce all'ambito più generale del segno inteso come «mezzo tramite cui può venir conosciuta la realtà di un'altra cosa».
I segni vengono suddivisi in 
- "naturali", quelli che Dio ha messo nel mondo,
- "arbitrari" e "artificiali" quelli creati dall'arbitrio dell'uomo con il linguaggio.

I primi sono perfetti, in quanto rispecchiano la perfezione divina e non presentano alcuna ambiguità, poiché sono stati «prodott[i] dall'azione divina e quindi conseguenza della scelta più saggia e della migliore volontà», mentre quelli artificiali che l'uomo crea a suo arbitrio devono essere interpretati. L'ermeneutica allora è «la scienza delle regole che devono essere osservate qualora si voglia conoscere il senso sulla base del discorso, ed esporlo agli altri».
Immanuel Kant propone, come già aveva fatto Spinoza, un'interpretazione morale dei testi sacri senza tener alcun conto dell'ambiente storico in cui sono stati scritti in quanto il principio dell'amore cristiano vale di per sé indipendentemente dalla sua elaborazione storica. Infatti il cristianesimo è fondamentalmente una morale religiosa che si rifà a regole immutabili nel tempo.

### Il Romanticismo
Nell'età romantica i principali autori di riferimento possono considerarsi Friedrich August Wolf (1759-1824), Georg Anton Friedrich Ast (1778-1841) e Friedrich Schleiermacher (1768-1834).

#### Friedrich August Wolf

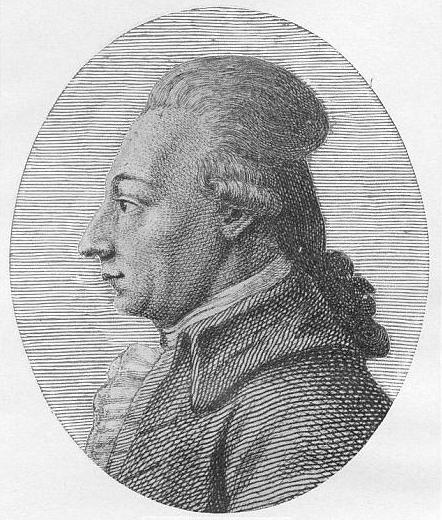
Friedrich August Wolf

Wolf come filologo classico fu autore dei Prolegomena ad Homerum, dove sosteneva che i poemi omerici avessero avuto un'origine soprattutto orale e che appartenessero ad autori diversi. Nel 1788 furono pubblicati da Jean-Baptiste-Gaspard d'Ansse de Villoison gli scolii omerici, contenuti a margine del più importante manoscritto dell'Iliade, il Veneto Marciano A, i quali costituiscono una fonte fondamentale di conoscenze sull'attività critica compiuta sui poemi in età ellenistica. Lavorando su questi scolii, Friedrich August Wolf nei suoi Prolegomena ad Homerum (1795) tracciò per la prima volta la storia del testo omerico qual è ricostruibile per il periodo che va da Pisistrato fino all'età alessandrina. Spingendosi storicamente ancora più indietro, Wolf avanzò nuovamente l'ipotesi, che già era stata di Vico e di d'Aubignac, dell'originaria composizione orale dei poemi, che poi sarebbero stati trasmessi, sempre oralmente, almeno fino al V secolo a.C.
La cultura greca e latina per Wolf è la più adatta all'educazione dell'individuo e allo sviluppo culturale di un popolo, e a questo fine pedagogico è da considerare anche il ruolo dell'ermeneutica, una delle scienze dell'antichità.
L'ermeneutica si fonda soprattutto sull'interpretazione dei segni, dei quali si può dare:
- un'interpretazione grammaticale, dove si deve distinguere, dei segni, la loro formazione storica e il loro uso, che può essere generico (nella lingua), speciale (riguardo all'epoca) e infine specialissimo (come uso individuale);
- un'interpretazione storica, dove si deve tenere conto delle differenze tra l'ambiente storico di chi interpreta e la situazione concreta in cui fu redatto il testo che viene analizzato.
- In queste due prime forme d'interpretazione il fine è quello conoscitivo ma a questo va aggiunto un terzo scopo, un giudizio morale da conseguire tramite l'interpretazione filosofica.

#### Georg Anton Friedrich Ast
Anche per Ast la pedagogia deve fondarsi sulla classicità, dove ha inizialmente agito lo Spirito di schellinghiana memoria, che si è incarnato nella lingua e – passando dall'oriente pregreco – è arrivato al mondo greco, in cui l'individuo viveva connesso alla totalità. Questo sentimento di unione e simbiosi si è perso con il Cristianesimo, che pone in primo piano l'individualità, la quale è così più articolata ma ha perso quella connessione propria della classicità tra l'interiorità spirituale e l'esteriorità.
L'obiettivo dell'ermeneutica è quello di ricostituire nell'uomo la perduta unità che si fondava sulla comune origine spirituale della grecità e del cristianesimo. L'ermeneutica è in grado, tramite la comprensione/spiegazione dell'opera, di riscoprire l'idea che è al suo fondamento realizzando così l'unità di forma e contenuto. Partendo dall'analisi letterale dell'opera, dalla sua esteriorità e particolarità, attraverso le tre tappe dell'azione dell'ermeneuta – quella grammaticale (il linguaggio), quella storica (il contenuto delle opere) e quella spirituale (l'idea, lo spirito dell'autore) – si arriva all'universalità del suo significato, a rivelare lo spirito dell'autore che si identifica con quello della totalità.

#### Friedrich Schleiermacher
L'ermeneutica di Friedrich Schleiermacher si basa su alcuni principi fondamentali che possono essere così sintetizzati:

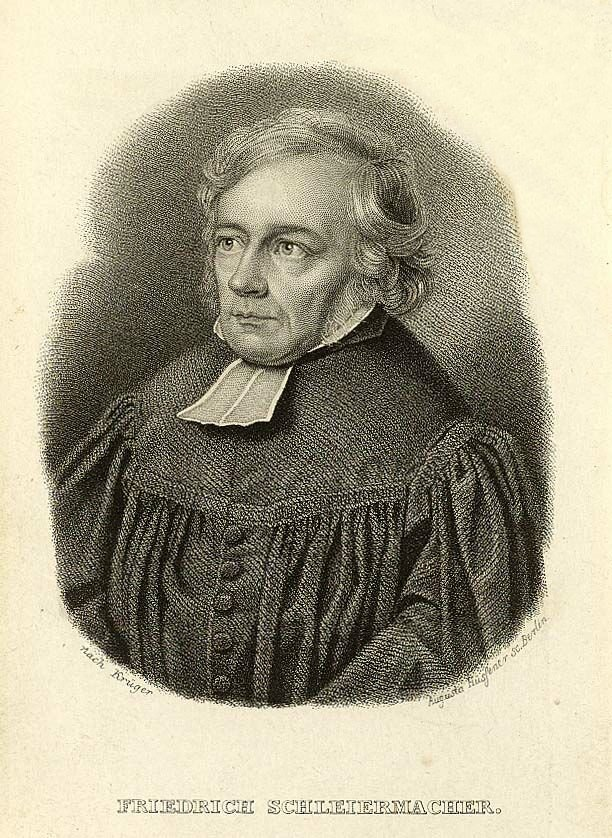
Friedrich Schleiermacher

- l'ermeneutica deve sempre intervenire quando ci si trova di fronte alla difficoltà di comprendere il vero significato di un qualsiasi messaggio comunicativo, scritto o orale, che si corre il rischio di fraintendere senza la sua interpretazione, che deve essere rivolta all'interezza del testo e non più solo ai suoi singoli passi ritenuti incomprensibili.
- Non basta poi rintracciare nel contesto storico[39] lo spirito individuale dell'autore per capire l'opera, poiché questi è un individuo che, pur radicandosi nella storia, conserva sempre la sua particolare e mutevole originalità spirituale, sicché l'interpretazione dell'autore del messaggio comunicativo non cesserà mai. L'ermeneutica in questo senso è infinita (come nell'estetica di Schelling).
- L'ermeneuta deve non solo riferirsi al testo nella sua interezza, ma cercare anche di comprenderlo intuitivamente nelle sue allusioni, nei suoi accenni.
- L'ermeneutica, poiché il suo campo d'applicazione è il linguaggio, ha un valore universale e quindi non è una tecnica particolare ma una scienza autonoma (e ciò fa di Schleiermacher il fondatore dell'ermeneutica filosofica moderna).[40]
- Nell'interpretazione di un messaggio scritto o orale il momento tecnico va associato a quello psicologico al fine di comprendere non solo il linguaggio ma anche la personalità dell'autore.

La tecnica dell'ermeneutica si fonda sull'analisi linguistico-grammaticale, tenendo presente che il linguaggio ha tre aspetti da considerare:
1. quello della lingua materna,
2. quello che è in atto al tempo dell'autore,
3. quello che l'autore elabora secondo il suo stile.

A questi aspetti tecnici si aggiunge l'analisi psicologica con cui l'ermeneuta si immedesima intuitivamente con l'autore, cercando di cogliere la sua primitiva ispirazione e operando quella che Schleiermacher chiama "divinazione", che è il risultato della conoscenza di altre opere dell'autore e del confronto fra queste, e della conoscenza del genere letterario a cui l'autore appartiene. Infatti, secondo Gerhard Ebeling, per Schleiermacher "il conoscere è il processo inverso all'atto della produzione spirituale, ha un carattere divinatorio e scaturisce dalla relazione dell'autore e dell'opera (forma intima)". Alla fine l'ermeneuta sarà così in grado di rivelare all'autore stesso il suo processo creativo, che nell'originaria elaborazione dell'opera poteva essergli inconsciamente ignoto.

### Il Novecento

#### Wilhelm Dilthey

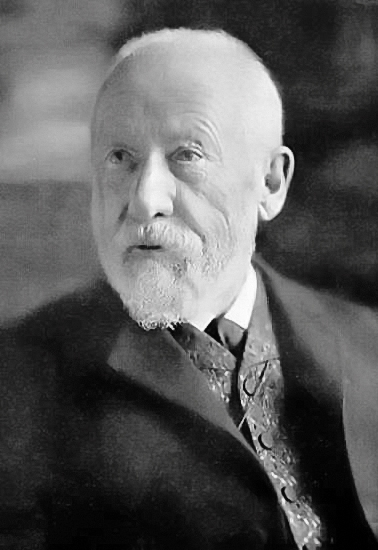
Wilhelm Dilthey

Nel XIX secolo Wilhelm Dilthey (1833–1911) elabora una filosofia ermeneutica diretta non all'interpretazione del fatto ma a una ricerca sul significato stesso dell'interpretare, o meglio del "comprendere".
Vi è infatti una differenza tra
- "spiegare" (erklären) che riguarda le scienze della natura (Naturwissenschaften) che cercano le cause del fatto da ricondurre a una legge universale, e
- "comprendere" (verstehen) che è proprio delle scienze dello spirito (Geisteswissenschaften) che si propongono di comprendere il caso singolo nella sua storicità:

Alle scienze dello spirito spetta il difficile compito di comprendere tutte le manifestazioni spirituali come la filosofia, la religione, l'arte: opere dell'uomo, che è un essere storico e non un essere naturale, che si possa spiegare con le scienze della natura.
Per comprendere veramente un'opera occorre allora riferirsi al "vissuto" ("Erlebnis") che l'autore ha profuso nel testo, intendendo per vissuto non la vita esteriore ma il "progetto di vita" dell'autore, cioè quale senso spirituale l'autore attribuisce alla sua vita.
Poiché l'essenza dell'uomo consiste nella sua attività storica, l'ermeneutica come comprensione storica è sempre determinata e condizionata dal tempo in cui si trova a vivere ed operare.

#### Martin Heidegger

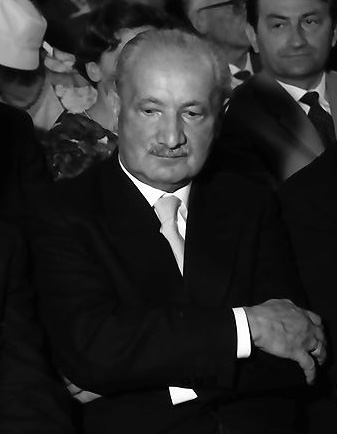
Martin Heidegger

L'ermeneutica in chiave fenomenologica si presenta nel pensiero di Edmund Husserl che, criticando ogni oggettivismo e naturalismo, evidenzia «il carattere intenzionale della coscienza, per cui ogni percezione è sempre legata a un orizzonte entro il quale soltanto diventa significante e il giudizio rinvia a tutta una serie di presupposti "precategoriali".
Nel XX secolo Martin Heidegger (1889–1976) spostò il problema centrale nella sua ermeneutica filosofica dall'interpretazione di testi alla comprensione ontologica, che lui considerava come una caratteristica essenziale dell'essere-nel-mondo non necessariamente mediato da testi o altri simboli, e quindi un essere più autentico e non semplicemente come un presupposto empirico per la conoscenza. L'ermeneutica diventa analitica delle condizioni dell'esistenza e il testo heideggeriano un medium espressivo. Quindi l'ermeneutica non più come uno dei possibili modi di capire o di conoscere attraverso l'interpretazione autentica ma come un'essenziale caratteristica dell'esistenza stessa, poiché l'uomo è un continuo auto-interpretarsi e interpretare l'Essere.
Nonostante Heidegger venga annoverato tra i maggiori filosofi del novecento, aspre critiche gli vennero mosse dalla Scuola di Francoforte, in particolare da Theodor Adorno in Il gergo dell'autenticità, il quale considerava "gergale" il linguaggio della filosofia heideggeriana e perciò comprensibile solo per chi avesse dimestichezza con il suo "dialetto filosofico".

#### Hans-Georg Gadamer
Uno dei problemi fondamentali dell'ermeneutica resta quello di dare un'oggettività all'interpretazione data, indipendentemente da chi esegue l'interpretazione e dal contesto storico in cui avviene tale interpretazione. Fondamentali in questo senso furono i contributi di Hans-Georg Gadamer (1900–2002), secondo il quale classificare l'ermeneutica come metodo filosofico è solo parzialmente corretto. È possibile anche un approccio ontologico. La nozione originaria del termine, invalsa nella teologia cristiana classica, effettivamente intendeva l'ermeneutica come la tecnica della corretta esegesi del testo biblico (un esempio è l'uso che ne fa la tradizione luterana).

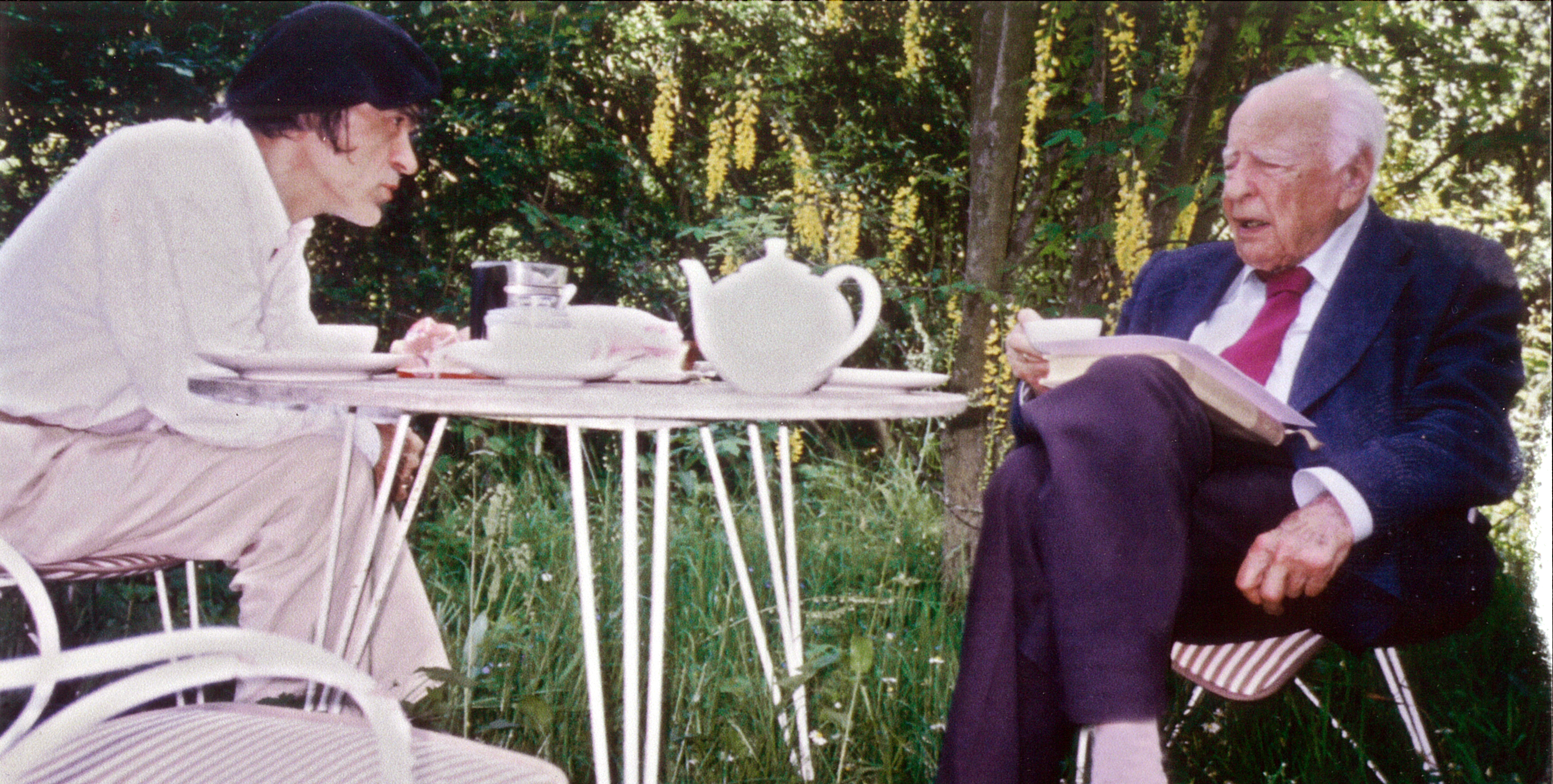
Hans-Georg Gadamer (a destra) in conversazione con Wassili Lepanto

Però l'autore che ha maggiormente contribuito alla diffusione del termine, appunto Gadamer, sin dalle prime pagine della sua opera principale, Verità e metodo, ha messo in chiaro come la sua riflessione ermeneutica mirasse, più radicalmente, a rivelare il carattere universale (ossia presente in ogni forma di sapere) del fenomeno del comprendere e, correlativamente, a indagarne - per dirla con termini kantiani - le condizioni di possibilità, ossia le strutture trascendentali che ne rendono sempre di nuovo possibile la genesi nel pensiero umano.
In questo senso l'attenzione di Gadamer, sulla scia dell'insegnamento heideggeriano, si rivolge soprattutto alla figura della precomprensione (Vorverständnis), ossia alla tendenza per cui il pensiero - allorché si accinge intenzionalmente a conoscere qualcosa, in particolare il significato di un testo scritto - tende ad attribuire un senso in qualche misura preconcetto, il quale, peraltro, non è del tutto arbitrario, in quanto riflette il senso in cui la tradizione della comunità di cui fa parte il ricercatore assume quel testo.
Anzi, la messa a fuoco del carattere necessario della precomprensione in ogni forma di sapere conduce Gadamer a prendere le distanze dalla tradizionale visione gnoseologica dell'Illuminismo, secondo cui la conoscenza consiste in un sapere che un soggetto possiede rispetto a un oggetto ben distinto da sé - conoscenza che è tanto più adeguata quanto più netta è la reciproca autonomia dei due termini. Infatti, secondo Gadamer, se ogni ricercatore comincia la sua tipica attività solo a partire da una precomprensione del senso di ciò che si propone di conoscere, allora bisogna convenire che tra i due termini non si può dare alcuna separazione originaria e, in ultima analisi, che essi sin dall'inizio esistono entro una dimensione unica.
L'ermeneutica, in questa più caratterizzante accezione ontologica, ha esercitato un vasto e tuttora fecondo influsso sui principali territori delle discipline tradizionalmente definite "scienze umane": dalla critica letteraria all'interpretazione giuridica. In quest'ultimo campo, in particolare, essa ha prodotto risultati propriamente rivoluzionari rispetto alla tradizionale visione del cosiddetto positivismo giuridico (es., in Italia, Emilio Betti; in Germania, Arthur Kaufmann).

#### Paul Ricoeur
Paul Ricœur ha indirizzato la sua riflessione verso una filosofia ermeneutica che può definirsi come una "epistemologia del simbolo" che scopra nel linguaggio della religione, del mito e della poesia il significato più profondo del pensiero e della volontà.
Il linguaggio può portare a questa rivelazione se non lo si prende in esame solo per il suo valore di comunicazione di segni dal significato univoco, come lo intende la linguistica e la semiologia, ma lo si considera soprattutto per la sua funzione di trasmettitore di simboli, che hanno un contenuto linguistico immanente e che nello stesso tempo fanno riferimento a una moltitudine di entità religiose, mitiche e poetiche che svelano un significato che coincide con il senso ontologico e trascendente dell'esistenza umana.
In questo senso il linguaggio non è più soltanto strumento di comunicazione, ma diventa analisi di interpretazioni che però comportano il rischio di una pluralità di interpretazioni in conflitto tale tra loro da presentare ipotesi contraddittorie.
È questo il caso di Marx, Nietzsche e Freud, «tre maestri che in apparenza si escludono a vicenda», i tre «maestri del sospetto», perché hanno sospettato che dietro ai fenomeni culturali e alle norme morali agissero in realtà motivazioni economiche o inconsce. Essi sospettano che il significato vero vada ricercato nel profondo nascosto della stessa coscienza del soggetto. Contrariamente alla convinzione cartesiana che, pur sussistendo il dubbio sulla realtà, ci fosse comunque la certezza del pensiero, essi sono convinti che la coscienza che l'uomo ha di se stesso non è in grado di cogliere la verità. Questi tre autori hanno definito come "falsa scienza" quella di origine cartesiana, proprio quella che avrebbe dovuto invece fugare ogni dubbio. I tre maestri hanno mostrato che dietro alle grandi certezze sussistono rispettivamente valori economico-sociali, la volontà di potenza e l'inconscio.
La loro più autentica funzione è stata quella di avere «tutti e tre [liberato] l'orizzonte per una parola più autentica, per un nuovo regno della Verità, non solo per il tramite di una critica "distruggitrice", ma mediante l'invenzione di un'arte di interpretare.»
L'ampliamento del discorso simbolico si manifesta nell'opera di Ricoeur dedicata alle espressioni simboliche del male com'è visto dalla tradizione religiosa. Le comuni esperienze quotidiane del male, espresse tramite il linguaggio come "portare un peso", "percorrere una via accidentata" ecc., simboleggiano il significato trascendente dei concetti religiosi di sacro, dannazione, salvezza. Se però «demitizziamo questi simboli in chiave sociologico-psicanalitica il male come colpa tende a scomparire...il male, la sua drammatica esistenza esistenziale...hanno un senso soltanto sul piano del sacro...il male, il peccato, la colpa hanno un senso soltanto dinnanzi a Dio»
L'ermeneutica in Ricoeur, che riconosce e apprezza l'importanza della interpretazione psicanalitica freudiana, trova anche applicazione nel mondo dell'onirico dove si manifesta una dialettica tra il contenuto manifesto del sogno che attinge al materiale della quotidianità diurna e il contenuto latente nella volontà e nei desideri dell'individuo per cui il sogno è la «regione del senso duplice».
L'analisi di Ricoeur sull'uso della metafora lo porta, nella poesia, a scoprire come il simbolismo di immagini e aspetti comuni della realtà riescano a rivelare quelle caratteristiche mitiche e trascendenti sulle quali l'uomo fonda il senso della sua esistenza. La metafora porta alla creazione di un pensiero originale che si realizza tramite l'interpretazione di una contraddizione tra ciò che amplia il significato della realtà oggetto della metafora e il senso letterale che invece tende a diminuirlo.
Ricoeur vuole superare la concezione della metafora come puro artificio retorico introdotto nel discorso a scopo ornamentale; essa invece è parte fondamentale della creazione di un nuovo linguaggio che non è carente, come sostiene la tradizione, di realtà ma non vuole mostrarla così come è rivelandone nuovi aspetti e significati.

#### Mircea Eliade

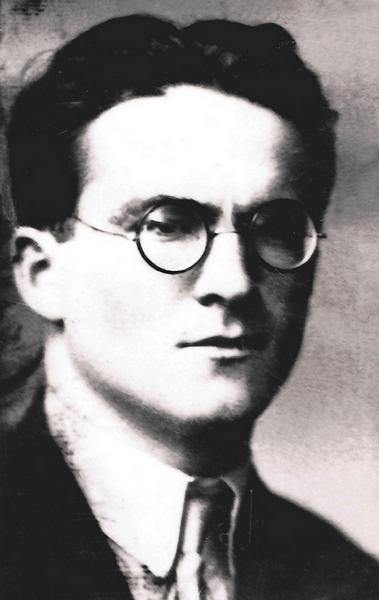
Mircea Eliade (1933)

Mircea Eliade, storico-ermeneuta delle religioni, intende i fenomeni religiosi riportandoli a due concetti chiave tra loro complementari: la dialettica sacro-profano e il simbolismo religioso.
Nella sua ermeneutica Eliade introduce il termine "ierofania", concetto cardine della sua ricerca, con il quale egli intende che qualunque oggetto, persona o luogo nel corso della storia dell'umanità possono essere interpretati come manifestazioni del sacro che è una realtà del tutto diversa rispetto a quella comunemente intesa come del "nostro mondo", il profano, la quale si manifesta nella realtà comunemente percepita.
Qualsiasi oggetto può essere una manifestazione del sacro, cioè diventa ierofania quando oltre le sue caratteristiche fisiche è possibile scorgervi qualcosa d'"altro", di "totalmente Altro", un "altro" che appartiene al mondo del sacro.
Eliade inoltre, introducendo il concetto «dell'ermeneutica totale»., ritiene che l'ermeneutica del mito sia una parte essenziale dell'ermeneutica della religione. Lo studioso può spiegare il mito riferendolo ai dati storici, culturali e temporali ma questo non può bastare egli deve interpretare il significato di ciò che è mitico come «storia sacra»